# Liste der Countys in Montana
Dies ist die Liste der 56 Countys des US-Bundesstaates Montana. Montana hat zwei City-Countys, bei denen die County- und die Stadtverwaltung zusammengelegt sind: Anaconda mit Deer Lodge County und Butte mit Silver Bow County. Der Teil des Yellowstone-Nationalparks, der in Montana liegt, war bis 1997 keinem County zugeteilt. In diesem Jahr wurde der Teil formell den Countys Gallatin County und Park County zugeordnet.
Die offizielle Abkürzung von Montana ist MT, der FIPS state code ist 30.

## Countys
Der Federal Information Processing Standard (FIPS) code wird zu jedem County angegeben. Der Link führt zu den dazugehörigen Daten des U.S. Census Bureau. Der Ursprung gibt an, aus welchem oder welchen Countys jeweils ein neues entstanden ist. Stand der Bevölkerung laut United States Census Bureau; 1. April, 2020.
| County                 | FIPS-Code | County Seat           | Gegründet | Ursprung                                              | Namensherkunft | EW-Zahl | Fläche                      | Karte                                         |
| ---------------------- | --------- | --------------------- | --------- | ----------------------------------------------------- | --- | ------- | --------------------------- | --------------------------------------------- |
| Beaverhead County      | 001       | Dillon                | 1864      | Ursprüngliches County                                 | Beaverhead County ist nach Beaverhead Rock im Jefferson River benannt, der aussieht, wie der Kopf eines Bibers | 9.371   | 14.353 km² (5.541,62 sq mi) | State map highlighting Beaverhead County      |
| Big Horn County        | 003       | Hardin                | 1913      | Rosebud County, Yellowstone County                    | Dickhornschaf, englisch Bighorn sheep | 13.124  | 12.938 km² (4.995,46 sq mi) | State map highlighting Big Horn County        |
| Blaine County          | 005       | Chinook               | 1895      | Chouteau County                                       | James G. Blaine, Amerikanischer Außenminister und Präsidentschaftskandidat | 7.044   | 10.949 km² (4.227,55 sq mi) | State map highlighting Blaine County          |
| Broadwater County      | 007       | Townsend              | 1897      | Jefferson County, Meagher County                      | Charles A. Broadwater, Pionier und Offizier der Armee. | 6.774   | 3.089 km² (1.192,54 sq mi)  | State map highlighting Broadwater County      |
| Carbon County          | 009       | Red Lodge             | 1895      | Park County, Yellowstone County                       | Entsprechend den Kohlevorkommen im Gebiet | 10.473  | 5.306 km² (2.048,79 sq mi)  | State map highlighting Carbon County          |
| Carter County          | 011       | Ekalaka               | 1917      | Fallon County                                         | Thomas Henry Carter, einem Senator aus Montana. | 1.415   | 8.653 km² (3.340,75 sq mi)  | State map highlighting Carter County          |
| Cascade County         | 013       | Great Falls           | 1887      | Chouteau County, Meagher County                       | Nach den Kaskaden der Great Falls des Missouri River | 80.357  | 6.988 km² (2.698,16 sq mi)  | State map highlighting Cascade County         |
| Chouteau County        | 015       | Fort Benton           | 1865      | Ursprüngliches County                                 | Chouteau County wurde nach Jean Pierre Chouteau und seinem Sohn Pierre Chouteau, Jr. benannt. Sie waren Fellhändler. | 5.895   | 10.289 km² (3.972,49 sq mi) | State map highlighting Chouteau County        |
| Custer County          | 017       | Miles City            | 1865      | Big Horn County                                       | George Armstrong Custer, Offizier der United States Army | 11.867  | 9.799 km² (3.783,36 sq mi)  | State map highlighting Custer County          |
| Daniels County         | 019       | Scobey                | 1920      | Sheridan County, Valley County                        | Mansfield A. Daniels, ein früher Rancher und Ladenbesitzer | 1.661   | 3.694 km² (1.426,11 sq mi)  | State map highlighting Daniels County         |
| Dawson County          | 021       | Glendive              | 1865      | Unverwaltetes Land                                    | Andrew Dawson, einem Trapper und Offizier | 8.940   | 6.143 km² (2.371,87 sq mi)  | State map highlighting Dawson County          |
| Deer Lodge County      | 023       | Anaconda              | 1864      | Ursprüngliches County                                 | Deer Lodge Valley, das den Namen seinerseits vom indianischen „Lodge of the White-tailed Deer“ (Haus des Weissschwanz-Hirsches) hat, oder von einem Salzlick mit Hirschherden                                                                      | 9.421   | 1.908 km² (736,53 sq mi)    | State map highlighting Deer Lodge County      |
| Fallon County          | 025       | Baker                 | 1913      | Custer County                                         | Benjamin O’Fallon, einem Agenten | 3.049   | 4.198 km² (1.620,77 sq mi)  | State map highlighting Fallon County          |
| Fergus County          | 027       | Lewistown             | 1885      | Ursprüngliches County                                 | Andrew Fergus Vater, einer der ersten Siedler | 11.446  | 11.240 km² (4.339,80 sq mi) | State map highlighting Fergus County          |
| Flathead County        | 029       | Kalispell             | 1893      | Missoula County                                       | Flathead-Indianer | 104.357 | 13.177 km² (5.087,66 sq mi) | State map highlighting Flathead County        |
| Gallatin County        | 031       | Bozeman               | 1864      | Ursprüngliches County                                 | Albert Gallatin, Amerikanischer Minister | 118.960 | 6.741 km² (2.602,69 sq mi)  | State map highlighting Gallatin County        |
| Garfield County        | 033       | Jordan                | 1919      | Dawson County                                         | Vermutlich James A. Garfield, 20. US-Präsident | 1.173   | 12.109 km² (4.675,36 sq mi) | State map highlighting Garfield County        |
| Glacier County         | 035       | Cut Bank              | 1919      | Teton County                                          | Glacier National Park | 13.778  | 7.759 km² (2.995,94 sq mi)  | State map highlighting Glacier County         |
| Golden Valley County   | 037       | Ryegate               | 1920      | Musselshell County, Sweet Grass County                | Vermutlich so benannt, um Siedler in die Gegend zu locken | 823     | 3.044 km² (1.175,34 sq mi)  | State map highlighting Golden Valley County   |
| Granite County         | 039       | Philipsburg           | 1893      | Deer Lodge County, Missoula County                    | Granite Peak, der höchste Punkt in Montana, der auch eine Silbermine aufwies | 3.309   | 4.474 km² (1.727,42 sq mi)  | State map highlighting Granite County         |
| Hill County            | 041       | Havre                 | 1912      | Chouteau County                                       | James J. Hill, ein Eisenbahnunternehmer | 16.309  | 7.508 km² (2.898,96 sq mi)  | State map highlighting Hill County            |
| Jefferson County       | 043       | Boulder               | 1864      | Ursprüngliches County                                 | Thomas Jefferson | 12.085  | 4.290 km² (1.656,26 sq mi)  | State map highlighting Jefferson County       |
| Judith Basin County    | 045       | Stanford              | 1920      | Cascade County, Fergus County                         | Judith River, der seinerseits von William Clark nach Julia „Judith“ Hancock, seiner späteren Frau, benannt wurde | 2.023   | 4.843 km² (1.869,82 sq mi)  | State map highlighting Judith Basin County    |
| Lake County            | 047       | Polson                | 1923      | Flathead County, Missoula County                      | Flathead Lake | 31.134  | 3.859 km² (1.490,15 sq mi)  | State map highlighting Lake County            |
| Lewis and Clark County | 049       | Helena                | 1864      | Ursprüngliches County                                 | Meriwether Lewis und William Clark | 70.973  | 8.958 km² (3.458,83 sq mi)  | State map highlighting Lewis and Clark County |
| Liberty County         | 051       | Chester               | 1920      | Chouteau County, Hill County                          | Freiheit, als Ausdruck der Gefühle der Errichter nach dem Ersten Weltkrieg | 1.959   | 3.704 km² (1.430,05 sq mi)  | State map highlighting Liberty County         |
| Lincoln County         | 053       | Libby                 | 1909      | Flathead County                                       | Vermutlich Abraham Lincoln | 19.677  | 9.357 km² (3.612,92 sq mi)  | State map highlighting Lincoln County         |
| Madison County         | 055       | Virginia City         | 1864      | Ursprüngliches County                                 | James Madison | 8.623   | 9.292 km² (3.587,48 sq mi)  | State map highlighting Madison County         |
| McCone County          | 057       | Circle                | 1919      | Dawson County, Richland County                        | Senator George McCone | 1.729   | 6.846 km² (2.643,17 sq mi)  | State map highlighting McCone County          |
| Meagher County         | 059       | White Sulphur Springs | 1867      | Chouteau County, Gallatin County                      | Thomas Francis Meagher, Gouverneur | 1.927   | 6.195 km² (2.391,91 sq mi)  | State map highlighting Meagher County         |
| Mineral County         | 061       | Superior              | 1914      | Missoula County                                       | Viele Minen | 4.535   | 3.158 km² (1.219,44 sq mi)  | State map highlighting Mineral County         |
| Missoula County        | 063       | Missoula              | 1864      | Ursprüngliches County                                 | Möglicherweise aus der Sprache der Flathead-Indianer im-i-sul-e-etiku, das „in der Nähe eines Ortes der Angst oder des Hinterhalts“ bedeutet. Ein Hinweis auf den Hell Gate Canyon, in dem die Flathead manchmal von Blackfeet angegriffen wurden. | 117.922 | 6.717 km² (2.593,42 sq mi)  | State map highlighting Missoula County        |
| Musselshell County     | 065       | Roundup               | 1911      | Fergus County, Meagher County, Yellowstone County     | Musselshell River, an dem viele Muscheln gefunden wurden | 4.730   | 4.839 km² (1.868,16 sq mi)  | State map highlighting Musselshell County     |
| Park County            | 067       | Livingston            | 1887      | Gallatin County                                       | Yellowstone National Park | 17.191  | 7.260 km² (2.803,06 sq mi)  | State map highlighting Park County            |
| Petroleum County       | 069       | Winnett               | 1926      | Fergus County                                         | Die Produktion von Erdöl (englisch Petroleum) in Cat Creek | 496     | 4.286 km² (1.654,87 sq mi)  | State map highlighting Petroleum County       |
| Phillips County        | 071       | Malta                 | 1915      | Blaine County, Valley County                          | B.D. Phillips, einem Bauern der Gegend | 4.217   | 13.313 km² (5.140,04 sq mi) | State map highlighting Phillips County        |
| Pondera County         | 073       | Conrad                | 1919      | Chouteau County, Teton County                         | Ursprünglich von pend d'oreille, (französisch für Ohranhänger), später etwas umgeschrieben, um Verwechslungen mit ähnlich klingenden Namen zu vermeiden                                                                                            | 5.898   | 4.203 km² (1.622,86 sq mi)  | State map highlighting Pondera County         |
| Powder River County    | 075       | Broadus               | 1919      | Custer County                                         | Powder River, der seinen Namen vom schiesspulverähnlichen Sand hat | 1.694   | 8.540 km² (3.297,30 sq mi)  | State map highlighting Powder River County    |
| Powell County          | 077       | Deer Lodge            | 1901      | Deer Lodge County                                     | Mount Powell, nach John Wesley Powell | 6.946   | 6.025 km² (2.326,39 sq mi)  | State map highlighting Powell County          |
| Prairie County         | 079       | Terry                 | 1915      | Dawson County, Fallon County                          | Die Lage in den Great Plains | 1.088   | 4.498 km² (1.736,74 sq mi)  | State map highlighting Prairie County         |
| Ravalli County         | 081       | Hamilton              | 1893      | Missoula County                                       | Anthony Ravalli, einem Missionar | 44.174  | 6.192 km² (2.390,82 sq mi)  | State map highlighting Ravalli County         |
| Richland County        | 083       | Sidney                | 1914      | Dawson County                                         | Versuch, Siedler anzulocken | 11.491  | 5.398 km² (2.084,14 sq mi)  | State map highlighting Richland County        |
| Roosevelt County       | 085       | Wolf Point            | 1919      | Sheridan County                                       | Theodore Roosevelt | 10.794  | 6.099 km² (2.354,79 sq mi)  | State map highlighting Roosevelt County       |
| Rosebud County         | 087       | Forsyth               | 1901      | Custer County                                         | Rosebud River, nach den wilden Rosen an seinem Ufer | 8.329   | 12.977 km² (5.010,40 sq mi) | State map highlighting Rosebud County         |
| Sanders County         | 089       | Thompson Falls        | 1906      | Missoula County                                       | Wilbur Fiske Sanders, Pionier und Senator | 12.400  | 7.150 km² (2.760,52 sq mi)  | State map highlighting Sanders County         |
| Sheridan County        | 091       | Plentywood            | 1913      | Valley County                                         | Offizier Philip Sheridan | 3.539   | 4.344 km² (1.677,08 sq mi)  | State map highlighting Sheridan County        |
| Silver Bow County      | 093       | Butte                 | 1881      | Deer Lodge County                                     | Silver Bow Creek, dessen Namensherkunft ist unklar | 35.133  | 1.861 km² (718,48 sq mi)    | State map highlighting Silver Bow County      |
| Stillwater County      | 095       | Columbus              | 1913      | Carbon County, Sweet Grass County, Yellowstone County | Stillwater River, der sehr langsame Fluss | 8.963   | 4.650 km² (1.795,35 sq mi)  | State map highlighting Stillwater County      |
| Sweet Grass County     | 097       | Big Timber            | 1895      | Meagher County, Park County, Yellowstone County       | Duftendes Mariengras, engl. sweet grass | 3.678   | 4.805 km² (1.855,21 sq mi)  | State map highlighting Sweet Grass County     |
| Teton County           | 099       | Choteau               | 1893      | Chouteau County                                       | Teton Range, vom französischen teton, Biest. | 6.226   | 5.885 km² (2.272,38 sq mi)  | State map highlighting Teton County           |
| Toole County           | 101       | Shelby                | 1914      | Hill County, Teton County                             | Joseph Toole, erster Gouverneur von Montana | 4.971   | 4.962 km² (1.915,65 sq mi)  | State map highlighting Toole County           |
| Treasure County        | 103       | Hysham                | 1919      | Rosebud County                                        | Als Werbung, um neue Siedler anzulocken | 762     | 2.531 km² (977,40 sq mi)    | State map highlighting Treasure County        |
| Valley County          | 105       | Glasgow               | 1893      | Dawson County                                         | Ein bedeutender Teil des Countys liegt am Milk River | 7.578   | 12.758 km² (4.925,82 sq mi) | State map highlighting Valley County          |
| Wheatland County       | 107       | Harlowton             | 1917      | Meagher County, Sweet Grass County                    | Wegen der vielen Weizenfelder (engl. wheat) | 2.069   | 3.686 km² (1.423,20 sq mi)  | State map highlighting Wheatland County       |
| Wibaux County          | 109       | Wibaux                | 1914      | Dawson County, Fallon County, Richland County         | Pierre Wibaux, Pionier und Viehzüchter | 937     | 2.303 km² (889,27 sq mi)    | State map highlighting Wibaux County          |
| Yellowstone County     | 111       | Billings              | 1893      | Custer County                                         | Yellowstone River, dessen Name von den dort gefundenen gelben Felsen stammt | 164.731 | 6.820 km² (2.633,29 sq mi)  | State map highlighting Yellowstone County     |

## Aufgehobenes County
- Yellowstone National Park (1872–1997)